# 마티아스 라네기에
마티아스 라네기에(스웨덴어: Mathias Ranégie, 1984년 6월 14일 ~ )는 스웨덴의 전 축구 선수이다.
프랑스계 스웨덴인으로, 성은 스웨덴어로 발음하면 '라네기에', 프랑스어로 발음하면 '라네지'이다.